# اينار ماينارد غوندرسون
اينار ماينارد غوندرسون هو مصرفي وسياسي كندي، ولد في 1900 في كوبرستاون في الولايات المتحدة، وتوفي في 11 يناير 1980 في فانكوفر في كندا. نشط حزبياً في British Columbia Social Credit Party ‏.